# Comuna Mierzęcice
Comuna Mierzęcice este o comună (în poloneză: gmina) rurală în powiat Będzin, voievodatul Silezia, Polonia.
Comuna acoperă o suprafață de 51,27 km² și are, potrivit datelor din anul 2006, o populație de 7.289.